# Navin Ramgoolam

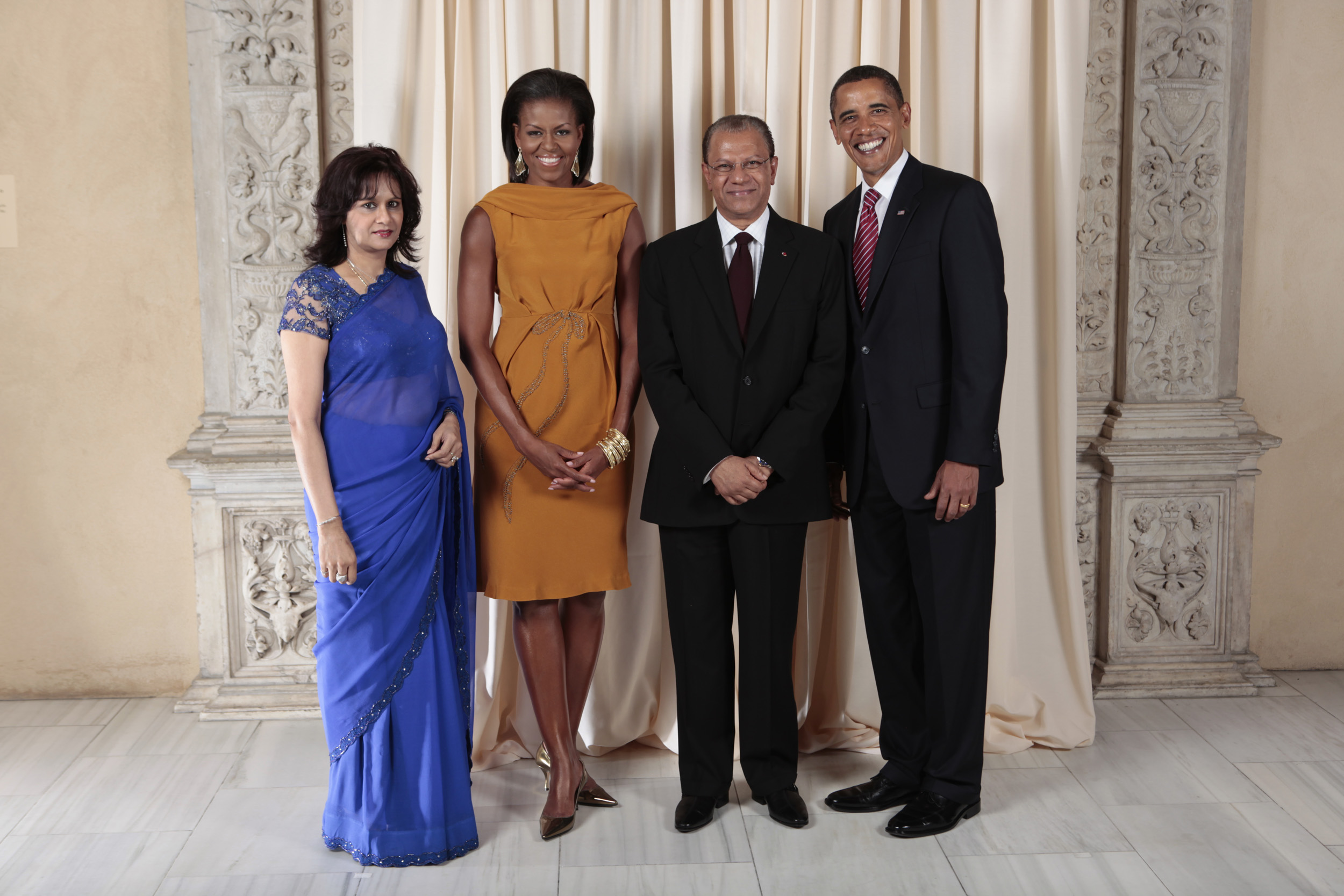
Premier Ramgoolam z prezydentem Barackiem Obamą i jego małżonką, 2009

Navin Ramgoolam (ur. 14 lipca 1947 w Port Louis) – maurytyjski polityk, trzykrotny premier Mauritiusa, w latach 1995–2000, 2005–2014 oraz od 12 listopada 2024. Lider Partii Pracy Mauritiusa (Mauritius Labour Party – MLP).

## Edukacja i praca zawodowa
Navin Ramgoolam jest synem Seewoosagura Ramgoolama, zwanego „ojcem narodu”, premiera w latach 1961-1982.
Ramgoolam z wykształcenia jest lekarzem. W latach 1968–1975 studiował chirurgię w Royal College of Surgeons w Dublinie, w Irlandii.
Po zakończeniu studiów medycznych w 1975 pracował przez rok w dublińskim szpitalu St. Laurences. W latach 1976–1977 pracował w maurytyjskim A.G Jeetoo Hospital, w latach 1977-1980 w University College Hospital w Londynie, od 1982 do 1985 w Yorkshire Clinic w West Yorkshire. Od 1985 do 1987 prowadził własną praktykę lekarską na Mauritiusie, po czym na nowo rozpoczął studia w Londynie.
Od 1987 do 1990 studiował w London School of Economics oraz nauki polityczne na Uniwersytecie Londyńskim. W latach 1992–1993 odbył kurs w Inns of Court School of Law.

## Kariera polityczna
W lutym 1991 Navin Ramgoolam został liderem Partii Pracy Mauritiusu (MLP, Mauritius Labour Party). We wrześniu 1991 dostał się do parlamentu i został liderem opozycji. W grudniu 1995 jego partia wygrała wybory parlamentarne i Ramgoolam 27 grudnia 1995 objął funkcję szefa rządu.
Jego pierwsza kadencja jako premiera naznaczona była przez rozruchy po śmierci w celi więziennej znanego piosenkarza, Kaya.
W wyborach we wrześniu 2000 przegrał rywalizację z Aneroodem Jugnauthem i Paulem Bérengerem, liderami Walczącego Ruchu Mauritiusa i ponownie znalazł się na czele opozycji.
Przed wyborami parlamentarnymi 3 lipca 2005 zawiązał koalicję Sojusz Socjalistyczny, która zdołała zdobyć większość (42 miejsc) w 70-osobowym Zgromadzeniu Narodowym. W kampanii wyborczej obiecywał reformy ekonomiczne oraz poprawę transportu na wyspie, łącznie ze zniesieniem opłat za przejazd komunikacją publiczną dla osób starszych i studentów. 5 lipca 2005 po raz drugi został zaprzysiężony na stanowisku premiera oraz ministra spraw wewnętrznych i obrony.
Przed wyborami parlamentarnymi w maju 2010 zawiązał koalicję Sojusz Przyszłości z opozycyjnym Ruchem Socjalistycznym Mauritiusu (MSM) Pravinda Jugnautha. W wyborach 5 maja 2010 koalicja odniosła zwycięstwo, zdobywając 41 mandatów w czasie głosowania, a w sumie 45 mandatów w 69-osobowym parlamencie. Premier Ramgoolam zapowiedział prowadzenie polityki opartej na „jedności, równości i nowoczesności”. Oznajmił, że priorytetami jego rządu będzie poprawa infrastruktury drogowej, wzmocnienie bezpieczeństwa obywateli, rozwój opieki zdrowotnej i edukacji. Nowy gabinet został zaprzysiężony 11 maja 2010, premier Ramgoolam objął w nim także resort spraw wewnętrznych. Wicepremierem i ministrem finansów został mianowany Pravind Jugnauth. W dniu 17 grudnia 2014 roku zakończył urzędowanie na stanowisku premiera.
W przeprowadzonych 10 listopada 2024 wyborach parlamentarnych, kierowana przez niego koalicja wyborcza Alliance du Changement (AdC) uzyskała 61,4% głosów oraz 60 mandatów w Zgromadzeniu Narodowym (na ogólną liczbę 66). Dwa dni później, Navin Ramgoolam po raz trzeci stanął na czele rządu.

## Odznaczenia
- Wielki Oficer Legii Honorowej (Francja, 2006)[10]
- Wielki Komandor Orderu Gwiazdy i Klucza Oceanu Indyjskiego(inne języki) (Mauritius, 2008)[11]